# Lonidamina
La lonidamina è un farmaco antineoplastico, derivato dall'acido indazolo-3-carbossilico, che provoca modificazioni a livello dei mitocondri delle cellule tumorali, riduce la produzione di acido lattico e la respirazione cellulare.

Questa caratteristica distingue la lonidamina dagli altri antineoplastici, che agiscono invece sui meccanismi di duplicazione cellulare, e rende il farmaco privo degli effetti collaterali tossici tipici (ad esempio la depressione dell'emopoiesi o l'inibizione delle difese immunitarie).

## Farmacocinetica
Dopo somministrazione per os la lonidamina viene assorbita dal tratto gastrointestinale. Dopo somministrazione orale di 300–600 mg di farmaco si ottengono picchi di concentrazione plasmatica di 6-20 µg/ml. L'emivita plasmatica del farmaco è di 12-15 ore. Una percentuale variabile tra il 90-98% della lonidamina risulta legata alle proteine plasmatiche. La lonidamina si distribuisce uniformemente nei tessuti dell'organismo e viene escreta nelle urine in forma coniugata (60% circa) ed in una percentuale più piccola (circa il 10%) come farmaco immodificato.

## Tossicologia
Nel topo e nel ratto dopo somministrazione orale i valori della DL50 sono rispettivamente di 900 e 1700 mg/kg , e dopo somministrazione intraperitoneale di 435 e 525 mg/kg.

## Usi clinici
La lonidamina trova impiego, da sola o in associazione con radioterapia o con chemioterapia, nel trattamento di neoplasie di diversa natura, ad esempio carcinoma del polmone a piccole cellule e non a piccole cellule, mammella, prostata, cervello, colon-retto, rene.

## Effetti collaterali
L'effetto collaterale più frequente è la mialgia che può essere così intensa da comportare la riduzione del dosaggio o la sospensione temporanea della terapia.

Sono stati inoltre riportati nausea, vomito, sonnolenza, iperestesia, congiuntiviti, fotofobia, ipocalcemia, alterazioni dei livelli di fosfatasi alcalina, SGOT, creatininemia, azotemia, incremento dei valori di FSH ed LH, dolore testicolare.

## Controindicazioni ed avvertenze
La lonidamina è controindicata in caso di ipersensibilità nota. Il farmaco deve essere usato con cautela nei pazienti affetti da insufficienza renale o insufficienza epatica.

Nell'animale da laboratorio il farmaco ha mostrato effetti antispermatogenici e embriotossici. Per questa ragione l'impiego della lonidamina in gravidanza e nelle pazienti in età fertile deve essere valutato attentamente.

## Dosi terapeutiche
Nell'adulto la dose iniziale di 150 mg/die deve essere gradualmente aumentata fino al raggiungimento, in genere nell'arco di una settimana, di 450–900 mg/die da somministrare in dosi refratte, preferibilmente dopo i pasti.

## Interazioni
La lonidamina potenzia la citotossicità della doxorubicina.